# 벤투곤사우베스

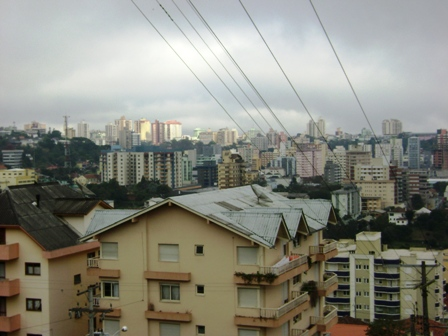

벤투곤사우베스(브라질 포르투갈어: Bento Gonçalves, IPA: ˈbẽtu ɡõˈsawvis)는 브라질의 히우그란지두술주에 위치한 도시이다. 이 도시는 독일과 이탈리아 출신 이민자들에 의해 건설되었으며, 브라질의 주요 포도주 생산지로 알려져 있다.